# Team Sapura Cycling
El Team Sapura Cycling (codi UCI: TSC) és un equip ciclista professional malaisi, de categoria Continental. Competeix principalment a les curses de l'UCI Àsia Tour.

## Principals resultats
- Tour de Selangor: 2017 (Muhamad Zawawi Azman)
- Tour de Langkawi: 2019 (Benjamin Dyball)

### Grans Voltes
- Tour de França
  - 0 participacions

- Giro d'Itàlia
  - 0 participacions

- Volta a Espanya
  - 0 participacions

## Composició de l'equip

### 2018
| Llista de l'equip 2018    | Llista de l'equip 2018 | Llista de l'equip 2018                | Llista de l'equip 2018 |
| Ciclista                  | Data de naixement      | Equip previ                           |                        |
| ------------------------- | ---------------------- | ------------------------------------- | ---------------------- |
| Mohamad Izzat Abdul Halil | 18 de setembre de 1995 |                                       |                        |
| Muhamad Zawawi Azman      | 8 de març de 1994      | NSC-Mycron (2016)                     |                        |
| Aiman Cahyadi             | 16 de novembre de 1993 | Pegasus Continental (2016)            |                        |
| Jesse Ewart               | 31 de juliol de 1994   | 7 Eleven-Road Bike Philippines (2017) |                        |
| Muhsin Al Redha Misbah    | 23 de juliol de 1997   | NSC-Mycron (2016)                     |                        |
| Mohamad Nur Mohd Zariff   | 18 de març de 2025     |                                       |                        |
| Víctor Niño Corredor      | 4 de juny de 1973      | RTS-Monton Racing (2016)              |                        |
| Adiq Husainie Othman      | 29 de abril de 1991    | Terengganu Cycling Team (2017)        |                        |
| Dylan Page                | 5 de novembre de 1993  | Caja Rural-Seguros RGA (2017)         |                        |
| Jahir Pérez Muñoz         | 8 de novembre de 1986  | Ningxia Sports Lottery-Livall (2016)  |                        |
| Fitri Saharil             | 4 de setembre de 1998  |                                       |                        |
| Mario Vogt                | 17 de gener de 1992    | Attaque Team Gusto (2017)             |                        |
| Akmal Hakim Zakaria       | 25 de setembre de 1996 | NSC-Mycron (2016)                     |                        |
|                           |                        |                                       |                        |
| Font: ProCyclingStats     |                        |                                       |                        |

### 2017
| Llista de l'equip 2017                  | Llista de l'equip 2017 | Llista de l'equip 2017               | Llista de l'equip 2017 |
| Ciclista                                | Data de naixement      | Equip previ                          |                        |
| --------------------------------------- | ---------------------- | ------------------------------------ | ---------------------- |
| Mohamad Izzat Abdul Halil               | 18 de setembre de 1995 |                                      |                        |
| Muhamad Zawawi Azman                    | 8 de març de 1994      | NSC-Mycron (2016)                    |                        |
| Aiman Cahyadi                           | 16 de novembre de 1993 | Pegasus Continental (2016)           |                        |
| Jason Christie (4 de abr–31 de des)     | 22 de desembre de 1990 | Kenyan Riders Downunder (2016)       |                        |
| Muhsin Al Redha Misbah                  | 23 de juliol de 1997   | NSC-Mycron (2016)                    |                        |
| Sofian Nabil Bakri                      | 19 de abril de 1993    |                                      |                        |
| Víctor Niño Corredor                    | 4 de juny de 1973      | RTS-Monton Racing (2016)             |                        |
| Jahir Pérez Muñoz                       | 8 de novembre de 1986  | Ningxia Sports Lottery-Livall (2016) |                        |
| Fitri Saharil                           | 4 de setembre de 1998  |                                      |                        |
| Eloy Teruel Rovira (3 de feb–31 de des) | 20 de novembre de 1982 | Louletano-Hospital de Loulé (2016)   |                        |
| Muhammad Izat Tolha                     | 11 de juliol de 1997   |                                      |                        |
| Akmal Hakim Zakaria                     | 25 de setembre de 1996 | NSC-Mycron (2016)                    |                        |
|                                         |                        |                                      |                        |
| Font: ProCyclingStats                   |                        |                                      |                        |

## Classificacions UCI
L'equip participa en les proves dels circuits continentals, especialment a l'UCI Àsia Tour.
UCI Àsia Tour
| Temporada | Classificació per equips | Millor ciclista en la classificació individual |
| --------- | ------------------------ | ---------------------------------------------- |
| 2017      | 30è                      | Víctor Niño (96è)                              |
| 2018      | 15è                      | Aiman Cahyadi (46è)                            |
| 2019      | 2n                       | Muhsin Al Redha Misbah (30è)                   |

UCI Europa Tour
| Temporada | Classificació per equips | Millor ciclista en la classificació individual |
| --------- | ------------------------ | ---------------------------------------------- |
| 2017      | 131è                     | Jahir Pérez (1.474è)                           |
| 2018      | 125è                     | Mario Vogt (1.161è)                            |

UCI Oceania Tour
| Temporada | Classificació per equips | Millor ciclista en la classificació individual |
| --------- | ------------------------ | ---------------------------------------------- |
| 2017      | 5è                       | Jason Christie (7è)                            |